# Neosabellides
Neosabellides är ett släkte av ringmaskar som beskrevs av Christian Hessle 1917. 
Neosabellides ingår i familjen Ampharetidae.
Kladogram enligt Catalogue of Life:
| Neosabellides | \| \| Neosabellides australiensis \| \| \| \| \| \| Neosabellides litoralis \| \| \| \| \| \| Neosabellides oceanica \| \| \| \| |
|               | \| \| Neosabellides australiensis \| \| \| \| \| \| Neosabellides litoralis \| \| \| \| \| \| Neosabellides oceanica \| \| \| \| |
|               | Neosabellides australiensis |
|               | |
|               | Neosabellides litoralis |
|               | |
|               | Neosabellides oceanica |
|               | |